# Степан Котроманич
Степан Котроманич (сербохорв. Stjepan II Kotromanić / Стјепан II Котроманић; ум. 1353) — бан Боснии.

## Биография
Степан был сыном боснийского бана Степана I Котромана и Елизаветы, дочери сербского правителя Стефана Драгутина. В начале XIV века, пользуясь гражданской войной в Венгерском королевстве, Боснию взял под свой контроль «некоронованный король Хорватии» Павел I Шубич, лишив Степана I власти. В 1312 году он умер, и «господарем всей Боснии» стал его сын Младен II Шубич. Когда в 1314 году умер Степан I, Елизавета предпочла бежать вместе с детьми в Дубровницкую республику.
У Младена II было много противников как внутри страны, так и за её пределами, и постепенно он пришёл к мысли сделать своим наместником в Боснии сына покойного Стефана I, который был бы более приемлем для боснийской знати, чем Младен. В 1320 году Степан стал баном Боснии, но Младен сохранял над ним сильный контроль. Чтобы крепче привязать к себе Степана, Младен договорился о его браке с дочерью Мейнхарда фон Ортенбурга, правившего в Краине.
Король Карл Роберт в своё время пришёл к власти с помощью Павла Шубича, и некоторое время ему было не до Хорватии с Боснией. Однако после смерти Матуша Чака и расправы с семьёй Косёги он решил, что пора восстановить королевскую власть и на юго-западе Венгерского королевства. С подачи короля Степан поддержал в 1322 году действия бана Славонии Ивана Бабонича, направленные против власти клана Шубичей. Войско Шубичей было разбито коалицией князей в битва у Блиски. Вскоре после битвы в южную Хорватию пришёл с армией король Карл Роберт. Владения Младена II были разделены между его противниками, а он сам арестован и вывезен в Венгрию.
В 1321 году умер сербский король Стефан Урош II Милутин, и между его детьми развернулась борьба за наследство. Степан Котроманич поддержал в ней своего дядю Владислава, но когда стало ясно, что побеждает Стефан Урош III Дечанский, то Владислав предпочёл удалиться в Венгрию.
В 1323 году король Карл Роберт, чтобы крепче привязать к себе Степана, предложил ему в жёны дальнюю родственницу своей жены — Елизавету, дочь князя Казимира II Куявского. В качестве королевского подарка Степан при этом получил земли на западе, ранее принадлежавшие Младену Шубичу, а также горнодобывающие районы Усора и Соли, которые до этого принадлежали проигравшему борьбу за Сербию дяде Владиславу.
Чтобы увеличить свою популярность у местных феодалов, Степан стал раздавать им многочисленные привилегии. В 1326 году он назначил своего брата Владислава своим соправителем.
Во время дележа наследства Младена Шубича король Карл Роберт назначил новым баном Хорватии Ивана Бабонича, однако после ухода короля один из наиболее могущественных хорватских феодалов — Иван Нелипич — быстро захватил Книн. Его поддержали три брата Младена Шубича — Юрай II, Гргур III и Павел II. Это не позволило Ивану Бабоничу занять хорватский трон, и в 1323 году король Карл Роберт, отстранив Ивана Бабонича, приказал Степану Котроманичу и новому бану Славонии Николе Омодиеву совместно атаковать Ивана Нелипача. Им это не удалось, однако они смогли оторвать Юрая II от союза с Нелипачем, и в результате получилось, что война идёт за восстановление власти Шубичей над Хорватией с Юраем вместо Младена во главе клана. Степан поддержал Юрая, но не стал ввязываться в войну сам, и оказалось, что он поступил правильно, так как в 1324 году силы Шубичей были уничтожены возле Книна, а сам Юрай II попал в плен к Ивану Нелипичу.
После этого Иван Нелипич повернул оружие против Степана, напав на город Висуч, и вот тут проявились плоды тактики Степана по привлечению местных феодалов: на его сторону встал Вук Вукославский, который помог вернуть город. Сам Степан решил разобраться с городом Трогир, оказывавшим существенную помощь Нелипичу. Он стал перехватывать торговые караваны, блокировав город, и в итоге тот был вынужден признать его власть.
Видя, что бан Никола Омодеев ничего не может сделать с Нелипичем, король Карл Роберт сместил его, заменив на одного из своих наиболее доверенных людей — Микача Михалевича. Летом 1325 года он вторгся в Хорватию и, взяв города, принадлежавшие семейству Бабоничей, в 1326 году вошёл в контакт с войсками Степана Котроманича. Однако они вместе не добились особых успехов против Нелипича, поэтому Михалевич, оставив часть войск в Бихаче для защиты от возможного контрудара Нелипича, вернулся в Венгрию.
В 1326 году бан Степан в союзе с Дубровницкой республикой напал на Сербию и захватил Захумье, получив выход к Адриатическому морю. Так как Захумьем правил клан Бранивоевичей, который был во вражде с другом сербского короля Уроша III Крепом Вукославичем, то Сербия не стала выступать на защиту этих земель. Степан Котроманич лично убил двоих членов клана Бронивоевичей, но Бранко Бронивоевич сумел бежать в Сербию, затем в Дубровницкую республику, и оттуда в Стон. Степан организовал его преследование, но в итоге он был пойман дубровницкими силами. С той поры в титул правителей Боснии вошло и «князь Захумья».
В 1329 году Степан Котроманич предпринял новое нападение на Сербию, но его войска были разбиты Душаном, и сам бан спасся только потому, что Вук Вукославский отдал ему свою лошадь взамен убитой, а сам погиб в бою.

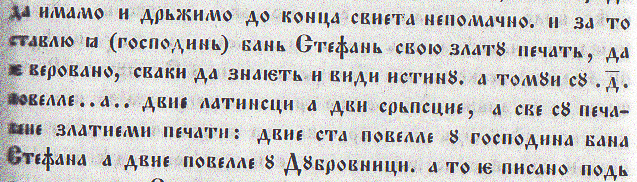
Хартия Степана Котроманича

Вассалы бана, правящие Захумьем, начали совершать набеги на торговые пути Дубровницкой республики, а сам бан не только потребовал от неё той платы, что она обычно платила Захумью и Сербии, но и захотел, чтобы она признала его своим правителем. Республика отказалась пойти на удовлетворение этих требований. Впоследствии отношения между Боснией и Дубровником вновь наладились, и в 1332—1333 годах Степан Котроманич издал ряд эдиктов, гарантирующие дружеские отношения между Боснийским банатом и Дубровницкой республикой.
Будучи недовольным широким распространением ереси в Боснии, Святой Престол давно требовал от венгерского короля военной помощи инквизиторам, но у короля находились другие дела. В итоге папа Бенедикт XII потерял терпение, и в 1337 году принял помощь Ивана Нелипича, который хотел не только вернуть Боснию под хорватский контроль, но и поквитаться со старым недругом. Всё ещё обладавший мощным влиянием клан Шубичей опротестовал римское решение. Возникла идея объединить кланы Шубичей и Котроманичей, и в 1338 году брат Степана Владислав женился на дочери Юрая II Елене. Таким образом возник союз между сербскими Неманичами, боснийскими Котроманичами и хорватскими Шубичами. Тем не менее Нелипичу удалось разгромить Шубичей. Король Карл Роберт приготовился выступить против Нелипача, и Степан, воспользовавшись моментом, сам ударил по Нелипичу.
В 1339 году гостивший при венгерском дворе францисканский генерал Жерар нашёл время посетить Боснию. Степан смог убедить его, что является хорошим католиком, и угроза крестового похода была отведена от Боснии.
В 1342 году умер король Карл Роберт, а в 1343 скончался последний союзник Степана — славонский бан Микач. Это натолкнуло Степана на мысль сделать Боснию полностью независимым государством. В поисках союзников против венгров он летом 1343 года предложил союз Венеции. Венецианцы были согласны вступить в игру лишь при полной гарантии успеха, поэтому они потребовали, чтобы к альянсу присоединились и сербы. Однако сербский король в это время был занят другими делами, а венецианцы вели войну с Иваном Нелипичем, и Степан был им нужен в первую очередь как союзник против хорватов.
В 1344 году Иван Нелипич неожиданно умер, и венгерский король приказал славонскому бану Николе отобрать Книн у его вдовы Владиславы и сына Ивана, а Степану — помочь ему в этом деле. Увидев первую армию, возглавляемую лично баном Степаном, за которой должно было прибыть войско самого короля, вдова предпочла капитулировать.
Задар неоднократно переходил от Венгрии к Венеции и обратно. Когда стало ясно, что готовится атака со стороны Венеции, Задар обратился к венгерскому королю с просьбой о прямом вмешательстве, и король приказал Степану и Николе прийти на помощь городу. Подойдя к городу, баны обнаружили построенные венецианцами мощные деревянные укрепления, и предпочли принять взятку.
Весной 1346 года венгерский король двинулся на венецианцев с крупной армией, с которой пришлось пойти и боснийскому бану. За взятку Степан выдал венецианцам информацию о венгерских войсках. В состоявшейся битве венгры одержали пиррову победу лишь благодаря огромному численному превосходству. После этого король потерял доверие к Степану.
Сербский правитель Стефан Урош IV Душан постоянно требовал возвращения Захумья. Босния была слабее Сербии, поэтому Степан Котроманич попросил Венецию выступить посредником в переговорах, и им удалось договориться о трёхлетнем перемирии. Пока сербский правитель был занят конфликтом с Византией, боснийский бан построил крепость на правом берегу Неретвы, а в 1349 году совершил набег, разорив земли вплоть до Которского залива.
В октябре 1350 года сербский правитель пересёк Дрину с 50 тысячами конницы и 30 тысячами пехоты. Боснийский бан рассчитывал использовать естественные препятствия и укрепления, но сербский правитель просто перекупил его приближённых, и сербское войско беспрепятственно прошло вглубь Боснии. Шокированный Степан, не зная, кому можно доверять, отступил в самые отдалённые боснийские горы. Сербы, образовав плацдарм в Боснии, использовали его для рейдов в Хорватию, а основные силы вернули в Сербию для войны с Византией. Это вдохнуло в Степана новую надежду и он продолжил войну. Страдавшая от нарушения торговли Дубровницкая республика попыталась примирить враждующие стороны, но предложенные ей условия не устроили сербского правителя. Тем не менее Степан смог постепенно отвоевать Боснию.

## Семья и дети
Степан Котроманич был женат трижды:
- на дочери Мейнхарда фон Ортенбурга, правившего в Краине (из доступных источников можно сделать вывод, что было лишь соглашение о браке, пара никогда не жила вместе);
- на дочери болгарского царя (о каком именно царе идёт речь — неясно; возможно, что на самом деле это была не дочь, а родственница);
- на Елизавете, дочери куявского князя Казимира II.

В этих браках у него родилось трое детей:
- Вук, умер ещё при жизни отца;
- Елизавета, замужем за венгерским королём Лайошом Великим;
- Екатерина, замужем за цельским графом Германом II (возможно, является не дочерью, а племянницей)